# Sanma
Sanma är en provins i Vanuatu. Dess huvudstad är Luganville. Den har en yta på 4 248 km2, och den hade 50 238 invånare år 2013.